# Україна в диму

Павлюк Ігор. Україна в диму. Послання з резервації: Соціальна лірика. – Луганськ: Книжковий світ, 2009. – 168 с. 
Передмова Бориса Олійника, післямова Миколи Малахути. 
Ця книга стала книгою року-2009 в Україні .
У своїй передмові до книги Борис Олійник зокрема зазначає: 

| «З-поміж поетів свого покоління Ігор Павлюк стоїть дещо осібно. Як питомий українець, він усім єством своєї бунтівної натури радо і гордо сприйняв проголошення незалежності. Але, надбавши досить вагомий життєвий досвід по ранньому змужнінні, не кинувся, на одміну від багатьох ровесників, в ейфорію, сприйнявши об’явлене як уже зреалізоване. І найголовніше – не взявся обпльовувати усе своє вчорашнє всуціль, оскільки, казано вище, має тривку пам’ять на добро і добрих людей, котрі його, сироту, не покинули в одинокості на перехрестях доріг. За нинішнього постнульового падіння суспільної моралі, такі особистості, як Ігор Павлюк, є обнадійливим взірцем передовсім для молоді. Оскільки він своєю життєвою і творчою практикою доводить, що є константи – Україна, мати, отець, рідна земля, – які не надаються на торги. Бо – вічні. І в цьому – крайня необхідність поезії Ігоря Павлюка нині і прісно». |
А Іван Дзюба у книзі «Нагнітання мороку» (с.352) пише про цю книгу Ігоря Павлюка:

| «Довженкові тоді була Україна в огні… Нині — Україна в диму (так назвав свою нову книжку поет Ігор Павлюк)». |

Прочитати «Україну в диму» можна тут: http://www.ukrlit.vn.ua/lib/pavluk/ukrina%20v%20dimu.pdf [Архівовано 20 червня 2012 у Wayback Machine.]

## Рецензії
- Борис Олійник. Чоловіча поезія. Роздуми про творчість Ігоря Павлюка [Архівовано 26 квітня 2019 у Wayback Machine.]
- Тетяна Дігай. Риби на асфальті, або Політ у глибину [Архівовано 10 березня 2010 у Wayback Machine.]